# Fikri Işık

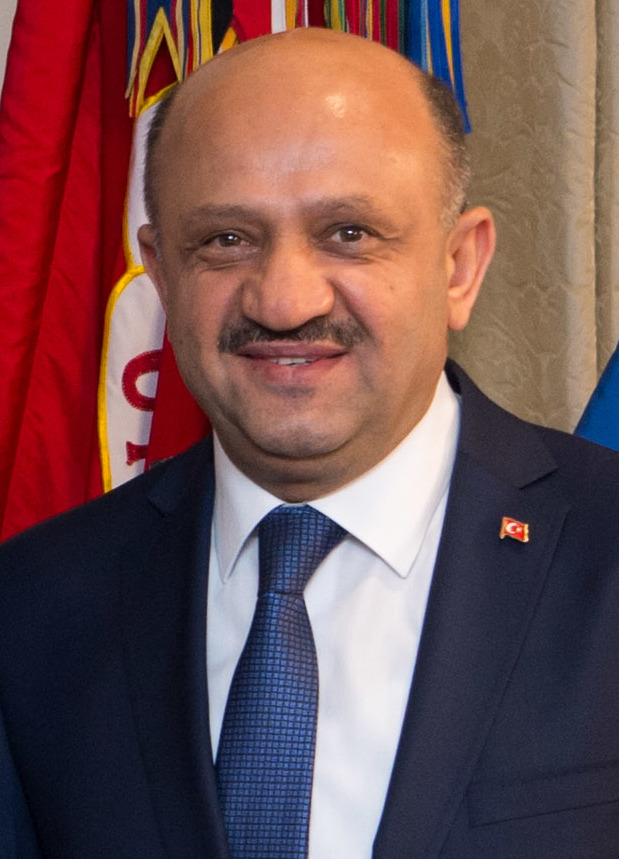
Fikri Isik (2017)

Fikri Işık (ur. 13 września 1965 w miejscowości Babacan w prowincji Gümüşhane) – turecki polityk, działacz Partii Sprawiedliwości i Rozwoju (AKP), z wykształcenia matematyk.
Od 2007 pełni mandat deputowanego do Wielkiego Zgromadzenia Narodowego Turcji. Był ministrem nauki, przemysłu i technologii (2013–2016) oraz obrony narodowej (2016–2017). Od 2017 do 2018 sprawował urząd wicepremiera Turcji. 
Jest żonaty i ma czworo dzieci.